# セバスチャン・コルニュ
セバスチャン・メルヒオール・コルニュ（Sébastien Melchior Cornu、1804年1月6日 - 1870年10月23日)はフランスの画家である。歴史画や宗教画を描いた。ナポレオン3世の養育係を務めた女官の娘で、ナポレオン3世と共に育てられた女性オルタンス・ラクロワ(Hortense Lacroix)と結婚し、フランス第二帝政の時代に重用された。

## 略歴
リヨンで生まれた。12歳でリヨン国立高等美術学校に入学し、リシャール(Fleury François Richard)らに学んだ。同世代でリヨンで学んでいて、知り合った画家にはイポリット・フランドランやシャルル・グレールらがいる。美術学校の展覧会で一等を取った。さらにクロード・ボンヌフォンのもとで学び、1823年にローマに移ったボンヌフォンのスタジオを引き継いだ。
1828年にパリに移り、ドミニク・アングルのスタジオで学んだ。1828年にアングルにイタリアで修行するように勧められて、シャルル・グレールと共に、ローマに移った。ローマには1835年まで滞在することになった。はじめ苦しい生活を送ったが、オルタンス・ラクロワと知り合い1833年に結婚した。オルタンス・ラクロワはナポレオン・ボナパルトの義理の娘でナポレオン3世の母親のオルタンス・ド・ボアルネに仕えた女官の娘で、ナポレオン3世と共に育てられた経歴の女性であった。コルニュ夫妻は1835年にトルコやギリシャを旅した後、1836年にパリに戻った。
7月王政下のフランスに戻ると、サン＝ルイ・ダンタン教会の装飾画を描き、国王ルイ・フィリップからヴェルサイユ宮殿の装飾画の依頼も受けた。1937年から毎年サロン・ド・パリに出展した。1848年から1852年のフランス第二共和政の時代は作品発表の機会を失ったが、ナポレオン3世のフランス第二帝政の始まりによって、多くの役職や装飾画の仕事をすることになった。1861年にはレオン・レニエとをローマに派遣されてジャンピエトロ・カンパーナ侯爵(Giampietro Campana)の美術コレクションを購入するための交渉を命じられた。このコレクションは現在、ルーブル美術館の収蔵品の一部になっている。
妻の親類にあたるアレクサンドル・デュマ・ペールやギュスターヴ・フローベール、ジョルジュ・サンドといった有名人の肖像画も描いた。
1859年にレジオンドヌール勲章（オフィシエ）を受勲した。

## 作品

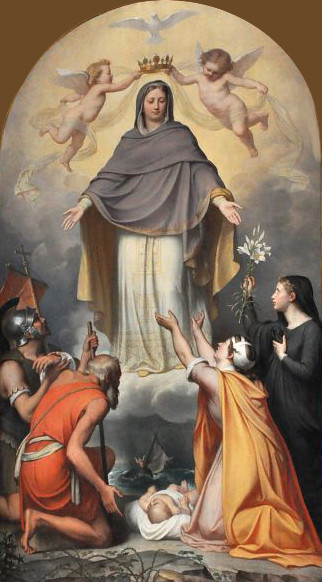
パリサンロック教会装飾画
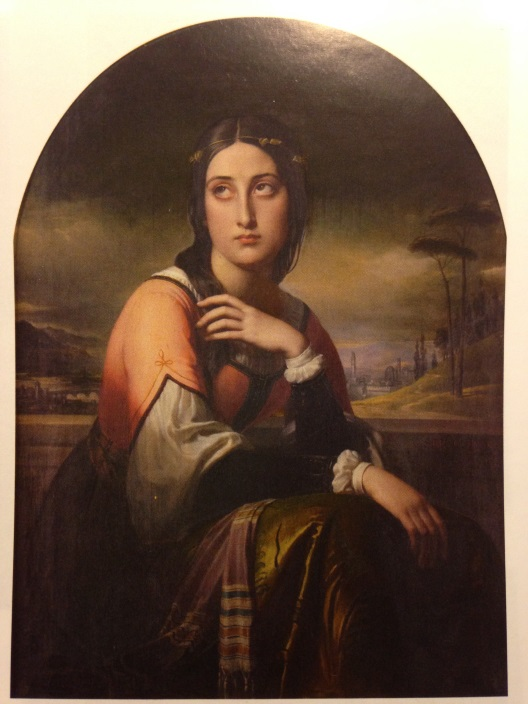
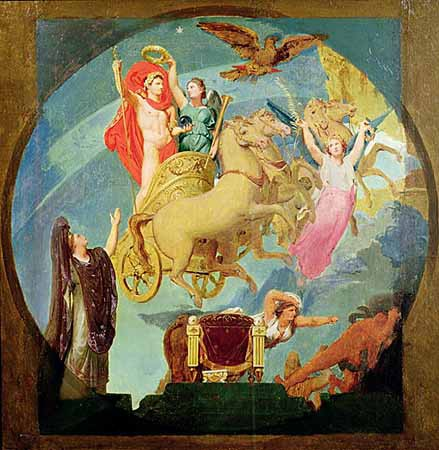
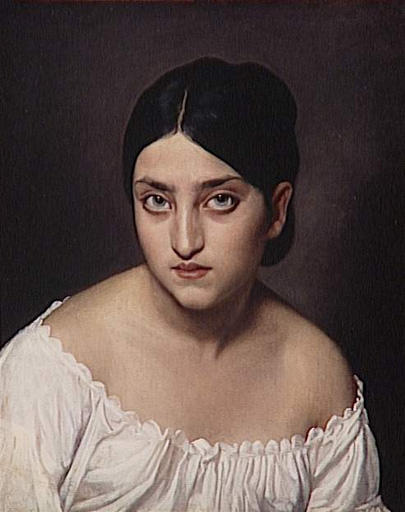
オルタンス・ラクロワの肖像画